# Том Гоман
Томас Даґлас Гоман (англ. Thomas Douglas Homan; 28 листопада 1961, Вест-Картедж, штат Нью-Йорк) — колишній американський офіцер поліції, імміграційний чиновник і політичний оглядач, який працював за адміністрації Обами та першої адміністрації Трампа. Від 30 січня 2017 року до 29 червня 2018 року він виконував обов'язки директора Імміграційної та митної служби США (ICE). Гоман виступає за масову депортацію нелегальних іммігрантів та проти практики влаштування міст-притулків (англ. Sanctuary city). В адміністрації Трампа він був одним із найрішучіших прихильників розлучення дітей з батьками як засобу стримування незаконного в'їзду в країну та обмеження торгівлі людьми. Після 2018 року він почав співпрацювати з Fox News як коментатор.
У листопаді 2024 року Трамп оголосив, що Гоман виконуватиме функції «прикордонного царя» під час його другого президентства.

## Кар'єра
Гоман народився в Вест-Картеджі, штат Нью-Йорк. Він має ступінь асоційованого спеціаліста з кримінального правосуддя з Джефферсонського громадського коледжу та ступінь бакалавра з Політехнічного інституту SUNY. Гоман був службовцем поліції у Вест-Картеджі.
Гоман почав працювати у Службі імміграції та натуралізації в 1984 році, пройшовши посади агента прикордонної служби, слідчого і наглядача. У 2013 році президент Барак Обама призначив його виконавчим помічником директора відділу примусового виконання та депортації в імміграційній та митній службі.
У 2014 році Гоман почав стверджувати, що розлучення дітей з їхніми опікунами буде ефективним засобом запобігання незаконному перетину кордону. Журналістка Кейтлін Дікерсон описує його як «інтелектуального батька» політики, яку він окреслив роками раніше, перш ніж її ухвалила адміністрація Трампа. «Більшість батьків не захочуть, щоб їх сім'ї розлучали», — сказав Гоман Дікерсону. Він стверджував, що цей факт робить розлучення ефективним інструментом імміграційного контролю: «Я б збрехав вам, якби не сподівався, що це справить ефект».
У 2015 році президент Обама присудив йому Президентську рангову премію як видатному керівнику. У статті Washington Post того часу говорилося: «Томас Гоман депортує людей. І йому це справді вдається».

### В.о. директора ICE (2017–2018)
30 липня 2017 року президент Дональд Трамп понизив виконувача обов'язків директора з імміграційної та митної служби Деніела Раґсдейла до заступника директора, і призначив Гомана виконувачем обов'язки директора.
У травні 2017 року Гоман оголосив, що ICE заарештувала 41 319 осіб з дня інавгурації до кінця квітня, що на 38% більше, ніж за той самий період минулого року. Наступного місяця Гоман заявив, що нелегалів «слід остерігатися».. В той же час, він заперечив думку, що «іноземці скоюють більше злочинів, ніж громадяни США».
14 листопада 2017 року Трамп висунув Гомана на посаду директора ICE.
У лютому 2018 року Гоман заявив, що політиків, які підтримують політику міст-притулків, слід звинуватити у потуранні злочинам. У квітні 2018 року він і Кевін МакАленан офіційно порадили міністру внутрішньої безпеки Кірстен Нільсен впроваджувати політику «нульової толерантності» адміністрації Трампа щодо імміграції, включаючи судове переслідування батьків і розлучення дітей із їхніми сім'ями. На травневій прес-конференції 2018 року Гоман оголосив про практичне запровадження цих політик і процедур. 5 червня 2018 року Гоман вступив у дискусію з відповідальним за політики і процедури директором Центру досліджень імміграції обстоюючи розлучення дітей з батьками .
Гоман вийшов у відставку з посади виконувача обов'язків директора ICE в червні 2018 року.

### Пост-урядова діяльність (2019–2024)
У липні 2019 року Гоман дав свідчення перед комітетом з нагляду Палати представників щодо політики адміністрації Трампа щодо розлучення сімей міґрантів.
25 лютого 2022 року Гоман мав бути основним доповідачем на Політичній акції "Америка насамперед", що відбувалась поблизу Орландо, штат Флорида, але покинув акцію ще перед початком, довідавшись, що її ініціатор Нік Фуентес похвалив Путіна за вторгнення в Україну.
Гоман приєднався до Heritage Foundation у лютому 2022 року та став учасником Проєкту 2025, який пропонує масові арешти, затримання та депортації нелегальних іммігрантів по всій країні. Вважається, що документ відображає плани Трампа на другий термін.
На зустрічі Національної конференції консерватизму в липні 2024 року Гоман сказав, що «якщо Трамп повернеться в січні, я повернусь слідом за ним, і тоді проведу найбільшу депортацію, яку коли-будь бачила ця країна. Вони ще гімно бачили! Приготуйтесь до 2025». Під час передвиборчого мітингу наступного дня Трамп дав зрозуміти, що поверне Гомана на другу свою каденцію. 17 липня 2024 року на національному з'їзді Республіканської партії  Гоман назвав імміграційну політику Байдена «національним самогубством» і сказав «мільйонам нелегальних іноземців» «починати пакуватися».

### Друга адміністрація Трампа
Новообраний президент Трамп 10 листопада 2024 року заявив, що Гоман буде в складі нової адміністрації на посаді «прикордонного царя», написавши, що «Гоман відповідатиме за всю депортацію нелегальних іноземців назад до їхніх країн походження». Гоман планує використати «Закони про прибульців і підбурювання» 1798 року.